# アンデスメロン

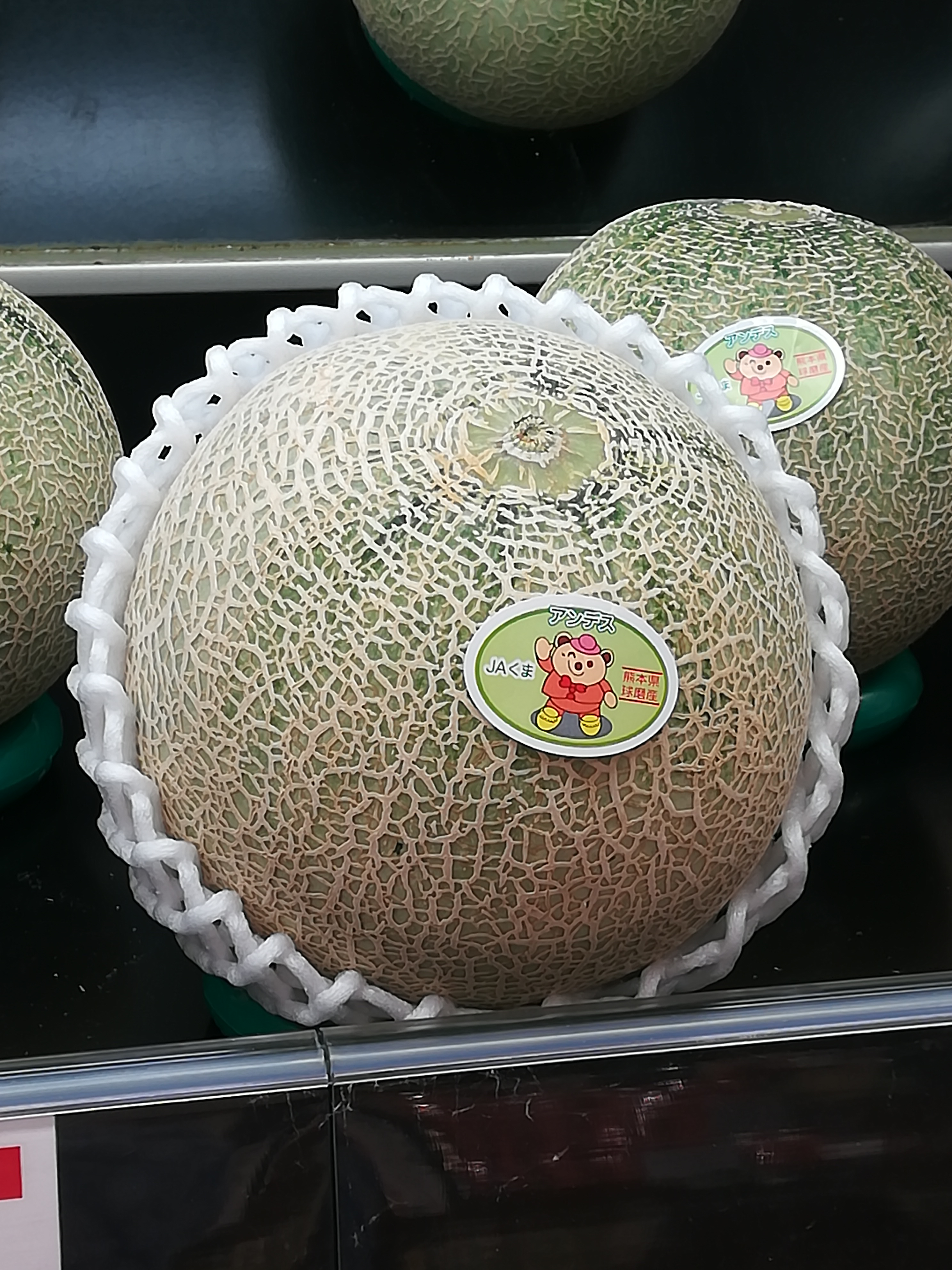
熊本県産アンデスメロン

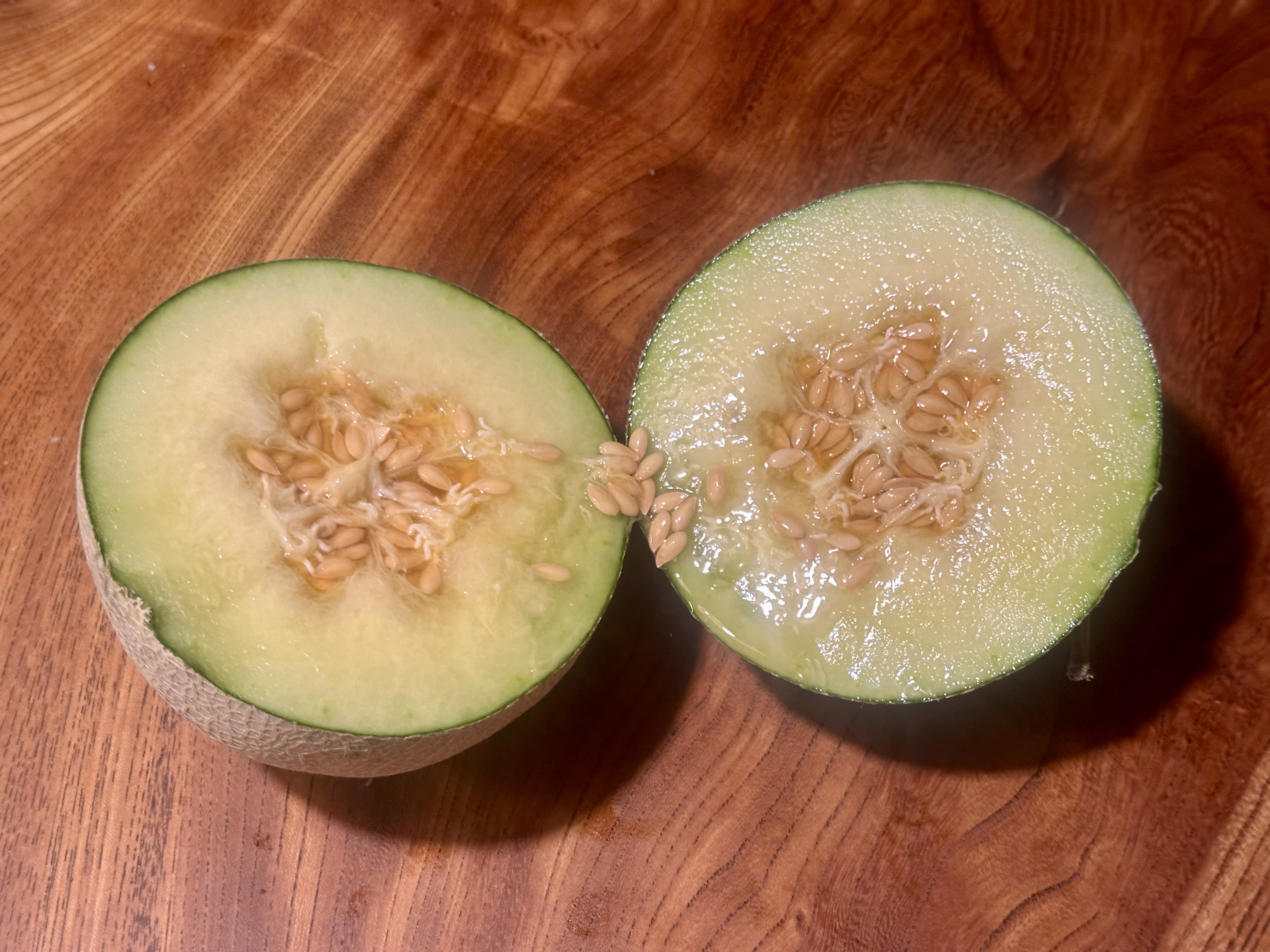
切ったアンデスメロン

アンデスメロンは、サカタのタネが開発し、日本で生産・出荷される緑肉ネット系ハウスメロン。

## 概要
1977年にサカタのタネが開発した品種であり、緑肉ネット系の品種。両親は（コサック×リオゴールド）×（アールス×ハネデュー）の一代交配種である。「コサック」は1971年に（財）日本園芸生産研究所で育成された品種で、「リオゴールド」はアメリカ系の露地メロンとされる。
もう片方の親はマスクメロンで知られるイギリス系温室メロンの「アールス・フェボリット」、冬メロンに属するノーネット露地メロン「ハネデュー」である。「ハネデュー」はアメリカ・メキシコで露地大規模栽培されている。日本ではほぼ一年中入手可能な安価なメロンである。

## 名前の由来
アンデス山脈とは、全く関係が無い。メロンの大敵のうどんこ病耐病性・つる割れ病抵抗性品種で、栽培しやすいことから、「作って安心」「売って安心」「買って安心」より「安心ですメロン」というネーミングで売り出す予定であった。しかし、名前にセンスがないとのことから、略して「アンデスメロン」となった。

## 特徴
上記の通りアールスメロンと同じく、果皮表面には網目（ネット）を生じ、果肉は黄緑色である。アールスメロンに似た外観・味を持ちながら価格が安いことから、人気の高い品種となっている。アールスよりネットの盛り上がりに乏しく細いのが特徴。

## 主な産地
北海道より九州地方まで幅広く生産される。生産・出荷のシェアは、茨城県が高い。他には、熊本県、山形県などである。

## キャンペーン
2009年より毎年5月頃から8月末にかけて、熊本経済連、JA全農茨城、JA全農山形が協賛してアンデスメロンキャンペーンを展開している。
| 実施年          | キャンペーンタイトル                                   | イメージキャラクター                                           |
| --------------- | ------------------------------------------------------ | -------------------------------------------------------------- |
| 第1回（2009年） | おいしいメロンはアンデスメロンキャンペーン             | なし                                                           |
| 第2回（2010年） | 安心のいちばん アンデスメロンキャンペーン              | 福留仁菜                                                       |
| 第3回（2011年） | 安心のいちばん アンデスメロンキャンペーン              | 吉田萌美＆吉田彩美                                             |
| 第4回（2012年） | アンデスメロン35周年キャンペーン                       | 清水富美加                                                     |
| 第5回（2013年） | 三大産地からお届け！アンデスメロンキャンペーン         | ベジフルティーチャー（あまやゆか＆影山のぞみ＆林裕子＆原響子） |
| 第6回（2014年） | 三大産地からお届け！アンデスメロンキャンペーン         | 仮面ライダー斬月                                               |
| 第7回（2015年） | 三大産地からお届け！アンデスメロンキャンペーン         | 仮面ライダードライブ                                           |
| 第8回（2016年） | 三大産地よりサンキューキャンペーン                     | 小林豊 (BOYS AND MEN)                                          |
| 第9回（2017年） | アンデスメロン40周年 3大産地よりメモリアルキャンペーン | 小林豊 (BOYS AND MEN)                                          |